# Estrela da Bela Vista Esporte Clube
O Estrela da Bela Vista Esporte Clube  conhecido como Estrela da Bela Vista ou Estrela de São Carlos, está localizado no sul da cidade de São Carlos, no Jardim Cruzeiro do Sul. Fundado em 12 de janeiro de 1952 e suas cores são verde, amarelo e branco. Desde 1994 está afastado da Federação Paulista de Futebol.

## História
O clube foi fundado para representar o tradicional bairro da Bela Vista de São Carlos. Na década de 1970 rivalizou com o Madrugada Futebol Clube, que depois seria sucedido pelo Grêmio Esportivo Sãocarlense.
Na "primeira" inauguração do Estádio Luisão em 10 de junho de 1956, depois de uma grande reforma e colocação do gramado, o clube fez amistoso comemorativo no estádio que passou a se chamar "Campo Municipal Prof. Luís Augusto de Oliveira", contra o Corinthians, que terminou com vitória do Corinthians por 5 a 0, primeiro gol foi anotado por Luizinho, os outros por Zezé, Cláudio (penalti), e 2 de Rafael.
O Estrela da Bela Vista estreou no futebol profissional em 1957, na Terceira Divisão do Campeonato Paulista (atual A-3), e disputou dezesseis campeonatos não sucessivos na Quarta (atual Série B), Terceira e Segunda (atual A-2) divisões. Antes do profissionalismo, mandava seus jogos no "Campo da Boa Vista", no "Campo da Vila Nery" e no "Campo do Rui Barbosa". A partir de novembro de 1956 passou a jogar no Estádio João Ratti, de sua propriedade, no Jardim Cruzeiro do Sul (distrito da Bela Vista São-carlense). O clube na realidade nunca conseguiu cativar a população da cidade para o seu lado, provavelmente devido a levar o nome de um bairro, com isso não despertando o interesse dos anunciantes do comércio e da indústria, e nem da mídia da cidade, com os apoios necessários.

### Campeonatos disputados
- Segunda divisão 1973, 1974  1975 e 1976
- Terceira divisão 1957, 1984, 1985, 1986, 1987 - (1987 caiu para a quarta), 1991, 1992, 1993
- Quarta divisão 1977, 1988, 1989 e 1990 - (1990 voltou para a terceira) - (clube licenciou-se em 1994)

## Desempenho em competições
Campeonatos profissionais
| Ano   | Competição                      | Desempenho      | Colocação     | J  | V | E | D  | GP | GC | SG  | AP    |
| 1957  | Paulista Terceira Divisão       | Primeira fase   |               | 10 | 3 | 2 | 5  | 16 | 19 | -3  | 40%   |
| 1973  | Torneio Marcelo de Castro Leite | Primeira fase   | 10.º colocado | 18 | 4 | 5 | 9  | 13 | 22 | -9  | 36,1% |
| 1973  | Paulista Segunda Divisão        |                 |               |    |   |   |    |    |    |     |       |
| 1974  | Paulista Segunda Divisão        |                 |               |    |   |   |    |    |    |     |       |
| 1975  | Paulista Segunda Divisão        |                 |               |    |   |   |    |    |    |     |       |
| 1976  | Paulista Segunda Divisão        | Renegado        |               |    |   |   |    |    |    |     |       |
| 1977  | Paulista Quarta Divisão         |                 |               |    |   |   |    |    |    |     |       |
| 1984  | Paulista Terceira Divisão       |                 |               |    |   |   |    |    |    |     |       |
| 1985  | Taça Estado de São Paulo        | Primeira fase   |               | 6  | 0 | 1 | 5  | 2  | 15 | -13 | 8,3%  |
| 1985  | Paulista Terceira Divisão       | Desclassificado | 7.º grupo     | 12 | 1 | 2 | 9  | 7  | 24 | -17 | 16,7% |
| 1986  | Paulista Terceira Divisão       | Rebaixado       | 10.º grupo    | 18 | 0 | 4 | 14 | 9  | 59 | -50 | 11,1% |
| 1987  | Paulista Terceira Divisão       |                 |               |    |   |   |    |    |    |     |       |
| 1988  | Paulista Quarta Divisão         |                 |               |    |   |   |    |    |    |     |       |
| 1989  | Paulista Quarta Divisão         |                 |               |    |   |   |    |    |    |     |       |
| 1990  | Paulista Quarta Divisão         | Acesso          | 10.º geral    |    |   |   |    |    |    |     |       |
| 1991  | Paulista Terceira Divisão       | Primeira fase   | 38.º geral    |    |   |   |    |    |    |     |       |
| 1992  | Paulista Terceira Divisão       | Primeira fase   | 31.° geral    |    |   |   |    |    |    |     |       |
| 1993  | Paulista Terceira Divisão       | Primeira fase   | 27.° geral    |    |   |   |    |    |    |     |       |
| Total |                                 |                 |               | '  | ' | ' | '  | '  | '  | '   | '     |